# Гринлэнд-Пули-центр
Гринлэнд-Пули-центр (англ. Greenland Puli Center, кит. 济南绿地·普利中心) — сверхвысокий небоскрёб, расположенный в деловом центре китайского города Цзинань (провинция Шаньдун). Построен в 2014 году в стиле футуризма, на начало 2020 года являлся самым высоким зданием города, 77-м по высоте зданием Китая, 92-м — Азии и 155-м — мира.
303-метровая офисная башня Гринлэнд-Пули-центр имеет 61 наземный и 3 подземных этажа, 22 лифта и 860 парковочных мест. Площадь здания — 111 000 м², а всего комплекса — 197 140 м². Архитекторами башни выступили американская фирма Skidmore, Owings & Merrill и Восточно-Китайский архитектурный проектно-исследовательский институт, застройщиком — китайская компания Shanghai Construction Group, владельцем является шанхайская группа Greenland Holdings.
В подиуме башни Гринлэнд-Пули-центр расположен многоуровневый торгово-развлекательный центр.   